# Самый лучший
«Самый лучший» (англ. The Greatest ) — драма Шаны Фест 2009 года, повествующая о жизни семейной пары, пережившей потерю старшего сына.

## Сюжет
Старший сын Аллена и Грейс погибает в автокатастрофе. После этого трагического события их жизнь начинает рушиться, теряет смысл, отношения в семье с каждым днём становятся всё хуже и хуже. Но однажды на пороге их дома появляется возлюбленная покойного Беннета — девушка по имени Роза, которая находится в положении. На протяжении фильма герои пытаются привыкнуть друг к другу, а также стараются пережить потерю, научиться жить дальше.

## В ролях
| Актер           | Роль   |
| --------------- | ------ |
| Кэри Маллиган   | Роза   |
| Аарон Джонсон   | Беннет |
| Пирс Броснан    | Аллен  |
| Сьюзен Сарандон | Грейс  |
| Джонни Симмонс  | Райан  |
| Зои Кравиц      | Эшли   |

Джонни Симмонс в фильме исполняет роль младшего брата Аарона Джонсона. На самом же деле он старше на 3,5 года.